# Gabriel Achilier
Gabriel Eduardo Achilier Zurita (Machala, 1985. március 24. –) ecuadori válogatott labdarúgó, aki jelenleg a Morelia játékosa.
A válogatott tagjaként részt vett a 2014-es labdarúgó-világbajnokságon, illetve a 2011-es, a 2015-ös és a 2016-os Copa Américán.

## Statisztika
| Ecuador  | Ecuador | Ecuador |
| Év       | Mérk.   | Gólok   |
| -------- | ------- | ------- |
| 2008     | 1       | 0       |
| 2009     | 0       | 0       |
| 2010     | 0       | 0       |
| 2011     | 6       | 0       |
| 2012     | 8       | 0       |
| 2013     | 6       | 0       |
| 2014     | 6       | 0       |
| 2015     | 9       | 0       |
| 2016     | 10      | 1       |
| Összesen | 46      | 1       |

## Sikerei, díjai
- Emelec
  - Ecuadori bajnok: 2013, 2014, 2015